# Ningbingia
Ningbingia Solem, 1981 è un genere di molluschi gasteropodi della famiglia Camaenidae, endemico della regione di Kimberley.

## Tassonomia
Comprende le seguenti specie:
- Ningbingia australis (Solem, 1981)
- Ningbingia bulla (Solem, 1981)
- Ningbingia dentiens (Solem, 1985)
- Ningbingia laurina (Solem, 1981)
- Ningbingia octava (Solem, 1981)
- Ningbingia res (Solem, 1981)